# Filmografia de Felicity Huffman
Esta é a lista de filmes e séries completa da atriz norte americana Felicity Huffman.

## Filmes
| Ano  | Filme                                             | Papel                   | Notas |
| ---- | ------------------------------------------------- | ----------------------- | --- |
| 1988 | Things Change                                     |                         | |
| 1990 | Reversal of Fortune                               | Minnie                  | |
| 1992 | Quicksand: No Escape                              | Julianna Reinhardt      | |
| 1995 | Hackers                                           | Attorney                | |
| 1997 | The Spanish Prisoner                              | Pat McCune              | |
| 1999 | Magnolia                                          | Cynthia                 | |
| 2002 | Door to Door                                      | Joey's Mom              | Cameo |
| 2003 | House Hunting                                     | Sheila                  | |
| 2004 | Raising Helen                                     | Lindsay Davis           | |
| 2004 | Christmas with the Kranks                         | Merry                   | |
| 2005 | Transamerica                                      | Sabrina 'Bree' Osbourne | Prêmios Globo de Ouro de Melhor Atriz em Filme Dramático National Board of Review de Melhor Atriz Principal Phoenix Film Critics Society Awards de Melhor Atriz Principal Satellite Awards de Melhor Atriz Principal TriBeCa Film Festival de Melhor Atriz Principal Vancouver Film Critics Circle de Melhor Atriz Principal Dallas-Fort Worth Film Critics Association de Melhor Atriz Principal Independent Spirit Awards de Melhor Atriz Principal Indicações Óscar de melhor atriz principal SAG Awards de Melhor Atriz Principal - Cinema Online Film Critics Society de Melhor Atriz Principal St. Louis Film Critics Association, US de Melhor Atriz Principal Washington D.C. Area Film Critics Association de Melhor Atriz Principal Austin Film Critics Association de Melhor Atriz Principal Broadcast Film Critics Association Awards de Melhor Atriz Principal Chicago Film Critics Association de Melhor Atriz Principal San Diego Film Festival de Melhor Atriz Principal |
| 2006 | Choose Your Own Adventure: The Abominable Snowman | Pilot Nima              | Voz |
| 2007 | Darius Goes West                                  | Herself                 | |
| 2007 | Georgia Rule                                      | Lilly                   | |
| 2008 | Phoebe in Wonderland                              | Hillary Lichten         | |
| 2010 | Lesster                                           | Mrs. Geary              | Diretora e roteirista |
| 2013 | Trust Me                                          | Agnes                   | |
| 2014 | Rudderless                                        | Emily                   | |
| 2014 | Big Game                                          |                         | |
| 2014 | Cake                                              | Annette                 | |
| 2015 | Stealing Cars                                     | Kimberly Wyatt          | |
| 2015 | Zendog                                            | Nicole                  | |
| TBA  | Crystal                                           |                         | |

## Televisão
| Ano        | Titulo                        | Papel                          | Notas |
| ---------- | ----------------------------- | ------------------------------ | --- |
| 1978       | ABC Afterschool Special       | Sara Greene                    | Episodio: "A Home Run for Love" |
| 1988       | Lip Service                   | Woman P.A.                     | |
| 1991       | Golden Years                  | Terry Spann                    | Mini-serie |
| 1992       | Raven                         | Sharon Prior                   | Episodio: "And Everything Nice" |
| 1992       | The Water Engine              | menina                         | |
| 1992       | The Heart of Justice          | Annie                          | |
| 1992, 1997 | Law & Order                   | Hillary Colson / Diane Perkins | Episodio: "Helpless" and "Working Mom" |
| 1993       | The X-Files                   | Dr. Nancy Da Silva             | Episodio: "Ice" |
| 1996       | Early Edition                 | Det. Tagliatti                 | Episodio: "Pilot" |
| 1996       | Bedtime                       | Donna                          | Mini-serie |
| 1996       | Harrison: Cry of the City     | Peggy Macklin                  | |
| 1997       | Chicago Hope                  | Ellie Stockton                 | Episodio: "Take My Wife, Please" |
| 1998–2000  | Sports Night                  | Dana Whitaker                  | 45 Episódios |
| 1999       | A Slight Case of Murder       | Kit Wannamaker                 | |
| 2001       | The West Wing                 | Ann Stark                      | Episodio: "The Leadership Breakfast" |
| 2001       | Snap Decision                 | Carrie Dixon                   | |
| 2002       | Path to War                   | Lady Bird Johnson              | |
| 2002       | Girls Club                    | Marcia Holden                  | Episodio: "Pilot" |
| 2003       | Out of Order                  | Lorna Colm                     | Mini-serie |
| 2002, 2003 | Kim Possible                  | Dr. Betty Director             | Episodio: "Number One" and "The Ron Factor", voice |
| 2003       | Frasier                       | Julia Wilcox                   | 8 Episódios |
| 2004       | The D.A.                      | Charlotte Ellis                | 3 Episódios |
| 2004       | Reversible Errors             | Gillian Sullivan               | |
| 2004–2012  | Desperate Housewives          | Lynette Scavo                  | Papel Principal 180 episódios Prêmios Screen Actors Guild Awards de um Atriz numa Série de Comédia Screen Actors Guild Awards de Melhor Elenco em Série de Comédia Emmy Awards de Melhor Atriz Principal em Série de Comédia(2005) Satellite Awards de Melhor Atriz em Série de Comédia ou Musical(2005) Indicações Globo de Ouro de Melhor Atriz Principal em Série de comédia(2000 -2005- 2006) |
| 2006       | Studio 60 on the Sunset Strip | Ela mesma                      | Episode: "Pilot" |
| 2015–2017  | American Crime                | Barb Hanlon Leslie Graham      | 21 episódios (Papel Recorrente) Indicações Globo de Ouro de Melhor Atriz Principal em Série Dramática(2000 -2005- 2006) Satellite Awards de Melhor Atriz em Série dramática Emmy Awards de Melhor Atriz em Série dramática |
| 2019       | When They See Us              | Linda Fairsten                 | Minissérie |